# Гастальд
Не путать с Гаштольдами
Гастальд (итал. gastaldo/castaldo) — в средневековой Италии наименование должности чиновника, управлявшего административным округом — гастальдатом (итал. gastaldato/gastaldìa).

## Гастальды влангобардскихгосударствах
Гастальд назначался королём, герцогом или князем и возглавлял на территории своего округа гражданскую власть, руководил отправлением правосудия, а также командовал местным военным гарнизоном. Должность гастальда у лангобардов с достаточной долей условности можно сравнить с должностью майордома у франков времен Меровингов. В королевстве лангобардов гастальды в политическом смысле выполняли роль своеобразного противовеса стремившимся к полной независимости герцогам. Под управлением гастальдов находилась примерно треть земель королевства. В герцогстве Сполето насчитывалось 10 гастальдатов. Однако, с другой стороны, некоторые гастальды подчас достигали такого могущества, что поднимали мятежи против своего господина, передавали свой округ в состав другого государства или становились независимыми правителями (как, например, в случае с графством Сора).